# Griemiaczka (rejon kurski)
Griemiaczka (ros. Гремячка) – wieś (ros. деревня, trb. dieriewnia) w zachodniej Rosji, w sielsowiecie mokowskim rejonu kurskiego w obwodzie kurskim.

## Geografia
Miejscowość położona jest nad Mokwą (prawy dopływ Sejmu), 3 km od centrum administracyjnego sielsowietu (1-ja Mokwa), 5 km na północny zachód od Kurska, 0,5 km od drogi magistralnej (federalnego znaczenia) M2 «Krym» (część trasy europejskiej E105).
We wsi znajdują się ulice: Czernikow bok, Fruktowaja, Krieszczenskaja, Ługowaja, Mołodiożnaja, Mołodiożnyj pierieułok, Prawosławnaja, Rożdiestwienskaja, Striełkowaja, Szyrokaja, Trudowaja i Uspienskaja (204 posesje).
Klimat
Miejscowość, jak i cały rejon, znajduje się w strefie klimatu kontynentalnego z łagodnym ciepłym latem i równomiernie rozłożonymi opadami rocznymi (Dfb w klasyfikacji klimatów Köppena).

## Demografia
W 2010 r. wieś zamieszkiwało 397 osób.